# Шоссе 1 (Израиль)
Шоссе 1 (ивр. כביש 1‎, Квиш Ахат) — основное израильское шоссе, соединяющее Тель-Авив и Иерусалим. Шоссе 1 продолжается далее по территории Иудеи, мимо израильского города Маале Адумим, а затем южнее Иерихона упирается в Шоссе 90 у берегов Мёртвого моря.
Шоссе бывает сильно перегружено, особенно на въездах в Тель-Авив и Иерусалим. На участке между Шаар ха-Гай и Иерусалимом пробки бывают также из-за многочисленных аварий и поломок, вызванных высокими склонами и извилистым характером этого участка шоссе. Грузовики также замедляют движение при подъёме к Иерусалиму.

## История
В 1965 году началось планирование трассы из Тель-Авива в аэропорт Бен-Гурион по маршруту, прилегающему к железной дороге Тель-Авив — Лод. Строительство должно было закончиться в 1966 году, но в связи с задержками на строительстве открылось только 26 февраля 1970 года на участке от Ганот до аэропорта Бен-Гурион.
В 1973 году был закончен участок, проходящий через Шаар-ха-Гай севернее Латруна.
7 января 2011 года на шоссе была открыта платная полоса в сторону Тель-Авива.

## Реконструкция
23 февраля 2013 года в рамках работ по реконструкции шоссе Автодорожная национальная компания «Нетивей Исраэль» начала строительство экодука. Экодук шириной 70 метров предназначен для обеспечения безопасного передвижения животных, обитающих районе от развязки Шаар ха-Гай до развязки Шореш.
План реконструкции включает в себя также добавление ещё одной полосы движения в каждом направлении (всего будет три полосы движения), в дополнение к разделительной полосе и обочине. Ширина трассы увеличится до 45 метров. Опасный поворот Моца будет устранён, его заменит мост.
Стоимость проекта оценивается примерно в 2,5 миллиарда шекелей и включает в себя создание системы мостов, тоннелей и развязок протяжённостью 16 км, от развязки Шаар ха-Гай до въезда в Иерусалим.
Будут реконструированы развязки Хемед и Харель, создана развязка Неве-Илан, прорыт туннель Харэль, улучшена система освещения, дренажные системы, будут проведены работ по улучшению ландшафта и существующей инфраструктуры, увеличена скорость движения на трассе и повышен уровень безопасности движения.

## Перекрёсткииразвязки
| Километр                               | Название                                            | Тип | Карта | Расположение        | Пересечение дорог               |
| -------------------------------------- | --------------------------------------------------- | --- | ----- | ------------------- | ------------------------------- |
| Автомагистраль (Тель-Авив — Иерусалим) |                                                     |     |       |                     |                                 |
| 0                                      | ивр. מחלף קיבוץ גלויות‎ (развязка Кибуц Галуйот)     |     |       | Тель-Авив           | Шоссе 20 / Шоссе 461            |
| 4                                      | ивр. מחלף גנות‎ (развязка Ганот)                     |     |       | Ганот               | Шоссе 4                         |
| 6                                      | ивр. מחלף שפירים‎ (развязка Шапирим)                 |     |       | Бейт-Даган          | Шоссе 412                       |
| 12                                     | ивр. מחלף בן-גוריון‎ (развязка Бен Гурион)           |     |       | Аэропорт Бен-Гурион | Автодорога 4503                 |
| 13                                     | ивр. מחלף לוד‎ (развязка Лод)                        |     |       | Рамле / Лод         | Шоссе 40                        |
| 17                                     | ивр. מחלף בן שמן‎ (развязка Бен-Шемен)               |     |       | Бен-Шемен           | Шоссе 6 / Шоссе 443 / Шоссе 444 |
| 21                                     | ивр. מחלף דניאל‎ (развязка Даниэль)                  |     |       | Кфар-Даниэль        | Шоссе 6                         |
| 23                                     | ивр. מחלף ענבה‎ (развязка Анава)                     |     |       | Кфар-Шмуэль         | Шоссе 431                       |
| 31                                     | ивр. מחלף לטרון‎ (развязка Латрун)                   |     |       | Латрун              | Шоссе 3                         |
| 35                                     | ивр. מחלף שער הגיא‎ (развязка Шаар ха-Гай)           |     |       | Шаар ха-Гай         | Шоссе 38                        |
| 41                                     | ивр. מחלף שורש‎ (развязка Шореш)                     |     |       | Шореш               | Автодорога 3955                 |
| 42                                     | ивр. מחלף קריית יערים‎ (развязка Кирьят-Йеарим)      |     |       | Кирьят-Йеарим       | Шоссе 425                       |
| 46                                     | ивр. מחלף חמד‎ (развязка Хемед)                      |     |       | Абу-Гош             | Автодорога 3975                 |
| 50                                     | ивр. מחלף הראל‎ (развязка Харель)                    |     |       | Мевасерет-Цион      | Автодорога 3985                 |
| 52                                     | ивр. מחלף מוצא‎ (развязка Моца)                      |     |       | Иерусалим           | Улица Сорек                     |
| 53                                     | ивр. מחלף שער מוריה‎ (развязка Шаар Мория)           |     |       | Иерусалим           | Бульвар Бен-Гурион              |
| 55                                     | ивр. מנהרה‎ (Туннель)                                |     |       | Иерусалим           | 2 туннеля / 400 метров          |
| 56                                     | ивр. מחלף יגאל ידין‎ (развязка Игаль Ядин)           |     |       | Иерусалим           | Шоссе 404                       |
| 57                                     | ивр. צומת רמת שלמה‎ (перекресток Рамат Шломо)        |     |       | Иерусалим           | улица Рабби Друк                |
| 60                                     | ивр. מחלף שער מזרח‎ (развязка Шаар Мизрах)           |     |       | Иерусалим           | Шоссе 60                        |
| Шоссе Иерихон                          |                                                     |     |       |                     |                                 |
| 61                                     | ивр. שדרות משה דיין‎ (перекресток Бульвар Моше Даян) |     |       | Шоафат              | Бульвар Моше Даян               |
| 64                                     | ивр. צומת עיסאוויה‎ (развязка Исавийя)               |     |       | Исавийя             | Автодорога                      |